# Geraldine Hughes
Pour les articles homonymes, voir Hughes.
Geraldine Hughes, née en 1970 à Belfast, est une actrice nord-irlandaise de télévision, de cinéma et de théâtre. Son rôle le plus connu est celui de la « petite Marie » qu'elle a joué en 2006 dans le film Rocky Balboa.
Elle est aussi connue pour jouer le rôle de Minerva McGonagall dans Harry Potter et l'Enfant maudit sur Broadway.
Geraldine Hughes a aussi écrit un spectacle solo appelé Belfast Blues à New York et est apparue à la télévision dans des séries comme Urgences et Profiler.

## Filmographie
Sauf indication contraire, les informations mentionnées dans cette section peuvent être confirmées par la base de données cinématographiques IMDb,  présente dans la section « Liens externes ».

### Actrice

#### Cinéma
- 1985 : The End of the World Man : Barbara
- 1997 : St. Patrick's Day : Maeve
- 2003 : Un duplex pour trois : la réceptionniste
- 2004 : Collatéral : une cliente du night-club au bar
- 2006 : Rocky Balboa : Marie
- 2009 : Gran Torino : Karen Kowalski
- 2017 : The Book of Henry : Mme Evans

#### Télévision
- 2007 : New York, unité spéciale : Tina Parven (saison 9, épisode 4)
- 2008 : New York, unité spéciale : Sandra Talbot (saison 19, épisode 4)
- 2010 : New York, section criminelle : Regina (saison 10, épisode 14)
- 2017 : New York, unité spéciale : Denise Drake (saison 19, épisode 4)
- 2021 : New York, crime organisé (Law & Order Organized Crime) : Dr Katherine Carpenter-Grey (saison 1, épisode 8)

### Productrice
- 2023 : In the Land of Saints and Sinners de Robert Lorenz
- 2023 : The Last Rifleman de Terry Loane

## Voix francophones
En France
Au Québec